# Isakowerfenomeen
Het isakowerfenomeen, vernoemd naar de Oostenrijkse psychoanalist Otto Isakower, is een gevoel of een hallucinatie die optreedt gedurende de fase tussen waken en inslapen.
Het doet zich voor als een ondefinieerbare of schaduwachtige aanwezigheid of wazig voorwerp met een 'ronde' vorm dat het inslapend individu geleidelijk nadert tot het overweldigende proporties aanneemt en het individu 'overvalt' of dreigt te verpletteren, waarna het zich geleidelijk terugtrekt tot het uiteindelijk in het niets verdwijnt. In sommige gevallen is er een sensatie van de aanwezigheid van vuur.